# Curva de llenado del espacio

Tres iteraciones de la construcción de la curva de Peano, cuyo límite es una curva que llena el espacio

En análisis matemático, una curva de llenado del espacio es una clase de curva cuyo rango contiene el cuadrado unidad bidimensional completo (o de forma más general, un hipercubo unidad n dimensional). Debido a que Giuseppe Peano (1858-1932) fue el primero en descubrir un ejemplo, las curvas que rellenan el espacio en el plano bidimensional a veces se denominan "curvas de Peano", aunque de forma estricta este término designa exclusivamente al ejemplo encontrado por el matemático italiano.

## Definición
Intuitivamente, una curva en dos o tres (o más) dimensiones se puede considerar como la trayectoria de un punto en movimiento continuo. Para eliminar la vaguedad inherente de esta noción, el matemático francés Camille Jordan en 1887 introdujo la siguiente definición rigurosa, que desde entonces ha sido adoptada como la descripción precisa de la noción de una "curva":

Una curva (con puntos origen y final) es una función continua cuyo dominio es el intervalo unidad [0, 1]

En la forma más general, el rango de dicha función puede estar en un espacio topológico arbitrario, pero en los casos más comúnmente estudiados, el rango estará en un espacio euclídeo como el plano bidimensional (una curva plana) o el espacio tridimensional una (curva espacial).
A veces, la curva se identifica con la imagen de la función (el conjunto de todos los valores posibles de la función), en lugar de la función en sí. También es posible definir curvas sin puntos finales para que sean una función continua sobre la recta real (o en el intervalo unidad abierto (0, 1)).

## Historia
En 1890, Giuseppe Peano descubrió una curva continua, ahora llamada curva de Peano, que pasa por cada punto del cuadrado unitario (Peano (1890)). Su propósito era construir una función continua desde el intervalo unidad hasta recubrir el cuadrado unidad. Peano estaba motivado por el resultado contraintuitivo anterior de Georg Cantor de que el número infinito de puntos en un intervalo unitario tiene el mismo cardinal que el número infinito de puntos en cualquier variedad de dimensión finita, como el cuadrado unidad. El problema que resolvió Peano fue si tal aplicación podría ser continua; es decir, una curva que llena un espacio. La solución de Peano no establece una función biyectiva continua entre el intervalo unidad y el cuadrado unidad y, de hecho, tal correspondencia no existe (consúltese "Propiedades" a continuación).
Era común asociar las nociones vagas de "delgadez" y unidimensionalidad a las curvas; todas las curvas encontradas normalmente eran funciones definidas a trozos diferenciables (es decir, con derivadas continuas por partes), y tales curvas no pueden llenar todo el cuadrado unitario. Por lo tanto, se encontró que la curva de llenado de espacio de Peano era altamente contradictoria.
A partir del ejemplo de Peano, fue fácil deducir curvas continuas cuyos rangos contenían un hipercubo unidad de dimensión n (para cualquier entero positivo n). También fue fácil extender el ejemplo de Peano a curvas continuas sin puntos finales, que llenaran todo el espacio euclídeo n dimensional (donde n es 2, 3 o cualquier otro entero positivo).
Las curvas de llenado del espacio más conocidas se construyen iterativamente como el límite de una secuencia de curvas continuas lineales por partes, cada una de las cuales se aproxima más al límite de llenado del espacio.
El innovador artículo de Peano no contenía ilustraciones de su construcción, que se define en términos de un sistema ternario y de un operador de reflexión. Pero la construcción gráfica le quedó perfectamente clara: hizo un mosaico ornamental que mostraba una imagen de la curva en su casa de Turín. El artículo de Peano también termina observando que la técnica puede extenderse obviamente a otras bases impares además de la base 3. Su elección de evitar cualquier visualización gráfica fue motivada por el deseo de una prueba completamente rigurosa que no debiera nada a las imágenes. En ese momento (el comienzo de la fundación de la topología general), los argumentos gráficos todavía se incluían en las demostraciones, pero se estaban convirtiendo en un obstáculo para la comprensión de resultados a menudo contradictorios.
Un año después, David Hilbert publicó en la misma revista una variación de la construcción de Peano (Hilbert, 1891). El artículo de Hilbert fue el primero en incluir una imagen que ayuda a visualizar la técnica de construcción, esencialmente la misma que se ilustra aquí. Sin embargo, la forma analítica de la curva de Hilbert es más complicada que la de Peano.

Seis iteraciones de la construcción de la curva de Hilbert, cuya curva de llenado límite del espacio fue ideada por el matemático David Hilbert

## Esquema de la construcción de una curva de llenado de espacios
Se denomina {\displaystyle \scriptstyle {\mathcal {C}}} al espacio de Cantor {\displaystyle \scriptstyle \mathbf {2} ^{\mathbb {N} }}.
Se comienza con una función continua {\displaystyle \scriptstyle h} desde el espacio de Cantor {\displaystyle \scriptstyle {\mathcal {C}}} en todo el intervalo unitario {\displaystyle \scriptstyle [0,\,1]} (la restricción de la función de Cantor al conjunto de Cantor es un ejemplo de tal función). A partir de ella, se obtiene una función continua {\displaystyle \scriptstyle H} del producto topológico {\displaystyle \scriptstyle {\mathcal {C}}\;\times \;{\mathcal {C}}} en todo el cuadrado unidad {\displaystyle \scriptstyle [0,\,1]\;\times \;[0,\,1]} estableciendo
{\displaystyle H(x,y)=(h(x),h(y)).\,}
Dado que el conjunto de Cantor es homeomorfo al producto {\displaystyle \scriptstyle {\mathcal {C}}\times {\mathcal {C}}}, existe una biyección continua {\displaystyle \scriptstyle g} del conjunto de Cantor a {\displaystyle \scriptstyle {\mathcal {C}}\;\times \;{\mathcal {C}}}. La composición {\displaystyle \scriptstyle f} de {\displaystyle \scriptstyle H} y {\displaystyle \scriptstyle g} es una función continua que aplica el conjunto de Cantor sobre todo el cuadrado unidad. Alternativamente, se podría usar el teorema de que cada espacio métrico compacto es una imagen continua del conjunto de Cantor para obtener la función {\displaystyle \scriptstyle f}.
Finalmente, se puede extender {\displaystyle \scriptstyle f} a una función continua {\displaystyle \scriptstyle F} cuyo dominio es el intervalo unitario completo {\displaystyle \scriptstyle [0,\,1]}. Esto se puede hacer usando el teorema de extensión de Tietze en cada uno de los componentes de {\displaystyle \scriptstyle f}, o simplemente extendiendo {\displaystyle \scriptstyle f} "linealmente" (es decir, en cada uno de los intervalos abiertos eliminados {\displaystyle \scriptstyle (a,\,b)} en la construcción del conjunto de Cantor, se define la parte de extensión de {\displaystyle \scriptstyle F} en {\displaystyle \scriptstyle (a,\,b)} como el segmento de línea dentro del cuadrado unitario que une los valores {\displaystyle \scriptstyle f(a)} y {\displaystyle \scriptstyle f(b)}).

## Propiedades

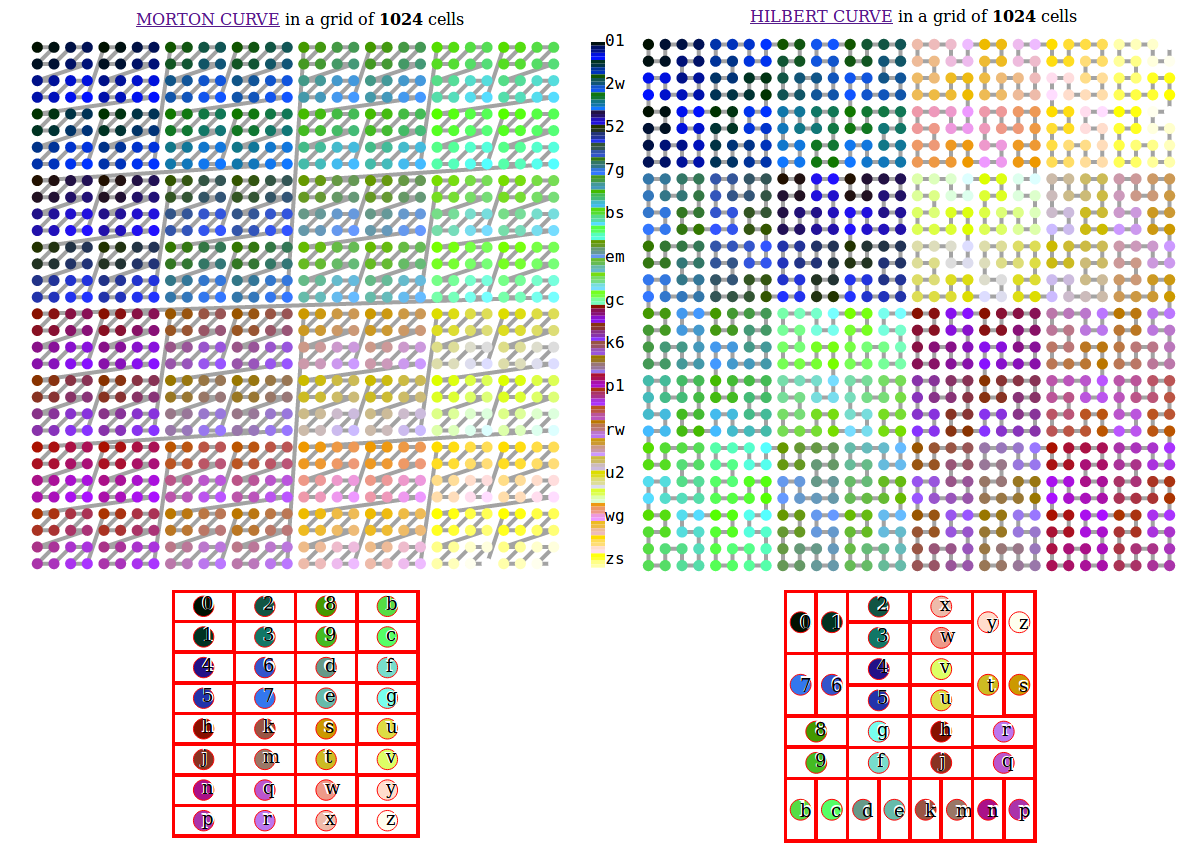
Curvas de Morton y de Hilbert de nivel 6 (4^{5}=1024 celdas en la partición recursiva del cuadrado). Se ha dibujado cada dirección con un color diferente en el código RGB estándar y se usan etiquetas de Geohash. Los entornos tienen colores similares, pero cada curva ofrece un patrón diferente de agrupación de similares en escalas más pequeñas

Si una curva no es inyectiva, entonces se pueden encontrar dos "subcurvas" de la curva que se cruzan, cada una obtenida al considerar las imágenes de dos segmentos disjuntos del dominio de la curva (el segmento de línea unitaria). Las dos subcurvas se cruzan si la intersección de las dos imágenes es no-vacía. Se podría pensar que el significado de "curvas que se cruzan" es que necesariamente se cruzan entre sí, como el punto de intersección de dos líneas no paralelas, de un lado al otro. Sin embargo, dos curvas (o dos subcurvas de una curva) pueden estar en contacto entre sí sin cruzarse, como por ejemplo lo hace una línea tangente a un círculo.
Una curva continua que no se interseca automáticamente no puede llenar el cuadrado unitario porque eso hará que la curva sea un homeomorfismo desde el intervalo unitario hasta el cuadrado unitario (cualquier función biyectiva continua desde un espacio compacto hasta un espacio de Hausdorff es un homeomorfismo). Pero un cuadrado unitario no tiene punto de corte, por lo que no puede ser homeomorfo para el intervalo unitario, en el que todos los puntos excepto los extremos son puntos de corte. Existen curvas que no se intersecan automáticamente de un área distinta de cero, las curvas de Osgood, pero no llenan el espacio.
Para las curvas clásicas de llenado del espacio de Peano y de Hilbert, en las que dos subcurvas se cruzan (en el sentido técnico), hay autocontacto sin autocruzamiento. Una curva de llenado del espacio puede ser (en todas partes) autocruzada si sus curvas de aproximación se autocruzan. Las aproximaciones de una curva que llena el espacio pueden evitarse automáticamente, como lo ilustran las figuras anteriores. En 3 dimensiones, las curvas de aproximación que se evitan automáticamente pueden contener incluso nudos. Las curvas de aproximación permanecen dentro de una porción delimitada del espacio de n dimensiones, pero sus longitudes aumentan sin límite.
Las curvas de relleno del espacio son casos especiales de curvas fractales. No puede existir una curva de llenado del espacio diferenciable. En términos generales, la diferenciación limita la velocidad a la que puede girar la curva.

## El teorema de Hahn-Mazurkiewicz
El teorema de Hahn-Mazurkiewicz es la siguiente caracterización de espacios que son la imagen continua de curvas:
Un espacio topológico de Hausdorff no vacío es una imagen continua del intervalo unidad si y solo si es un espacio compacto, conexo, localmente conexo y cumple el segundo axioma de numerabilidad.
Los espacios que son la imagen continua de un intervalo unitario a veces se denominan "espacios de Peano".
En muchas formulaciones del teorema de Hahn-Mazurkiewicz, "segundo axioma de numerabilidad" se reemplaza por "metrizable". Estas dos formulaciones son equivalentes. En una dirección, un espacio compacto de Hausdorff es un espacio normal y, según el concepto de espacio metrizable de Urysohn, el segundo axioma implica que es metrizable. Recíprocamente, un espacio métrico compacto cumple el segundo axioma de numerabilidad.

## Grupos kleinianos
Hay muchos ejemplos naturales de curvas de relleno del espacio, o más bien de relleno de la esfera, en la teoría de grupos kleinianos doblemente degenerados. Por ejemplo,Cannon y Thurston (2007) de mostró que el círculo en el infinito del espacio recubridor de una fibra de una aplicación toroidal de una aplicación pseudo-Anosov es una curva de relleno de la esfera (en este caso, es la esfera en el infinito del espacio hiperbólico tridimensional.)

## Integración
Wiener señaló en La integral de Fourier y algunas de sus aplicaciones que las curvas de llenado del espacio podrían usarse para reducir la integral de Lebesgue en dimensiones más altas a la integración de Lebesgue en una dimensión.